# Châu Thành (xã)
Châu Thành là một xã thuộc huyện Quỳ Hợp, tỉnh Nghệ An, Việt Nam.
Xã Châu Thành có diện tích 75 km², dân số năm 1999 là 3527 người, mật độ dân số đạt 47 người/km².